# Dąbrowa (gmina Popów)
Dąbrowa – wieś w Polsce położona w województwie śląskim, w powiecie kłobuckim, w gminie Popów.
W latach 1975–1998 miejscowość należała administracyjnie do województwa częstochowskiego.